# 広島市森林公園
広島市森林公園（ひろしまししんりんこうえん）は、広島県広島市東区にある森林公園。
園内に西日本初の昆虫館をはじめ、パピヨンドーム、毛利元就時代の山城を時代考証に基づき再現した山城展望台がある。広島県緑化センター 県立広島緑化植物公園と隣接する。

## 概要
- 開園時間 - 9時～16時30分（入園は16時まで）
- 休園日 - 水曜（但し、8月6日又は祝日の場合はその翌日、5月3日の場合は2日、5月4日の場合は6日）、年末年始（12月29日～1月3日）
- 入園料 - 入園無料、こんちゅう館大人500円、小人170円、駐車場有料[3]

## 公園内の主な施設

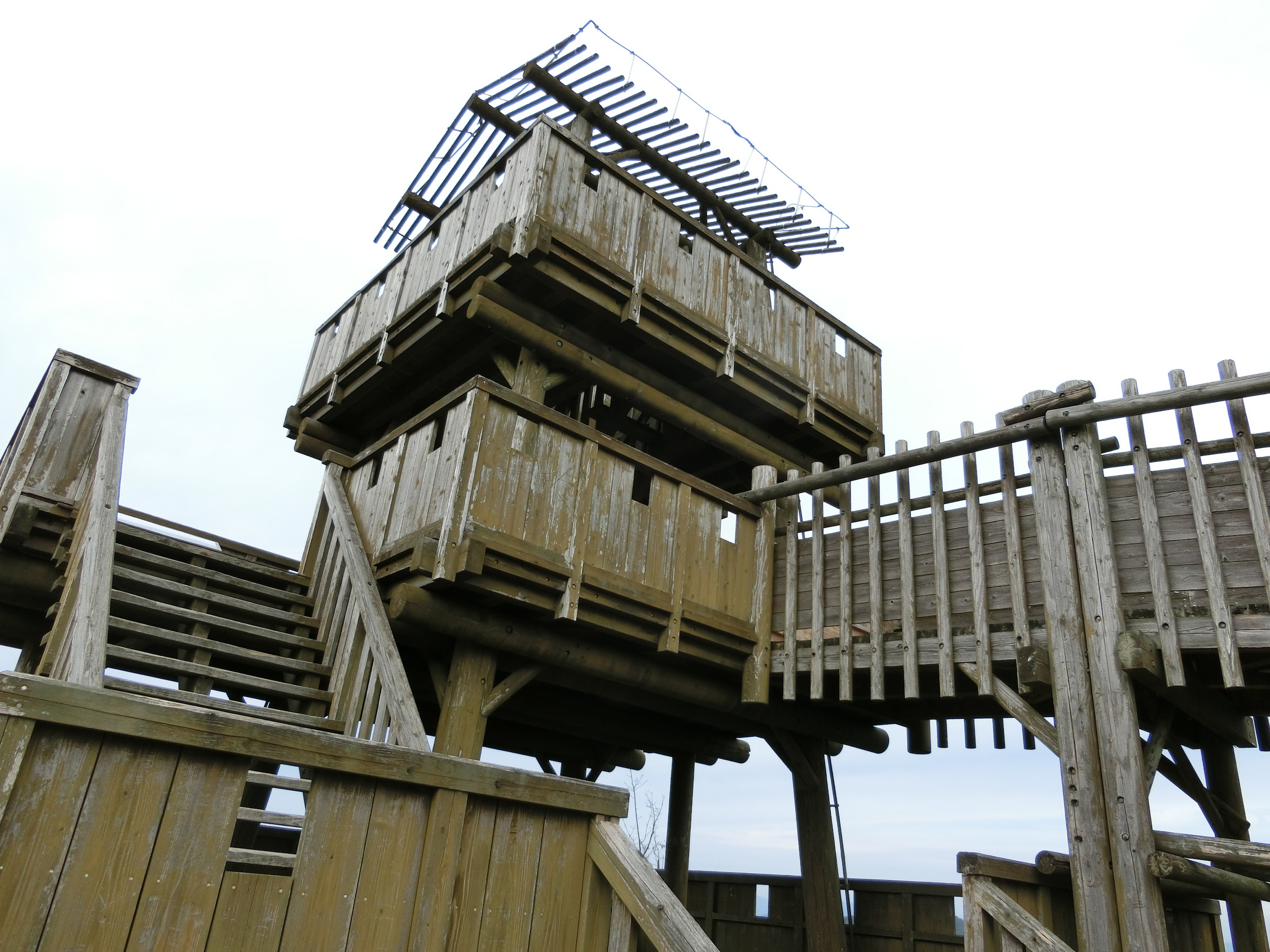
山城展望台

### 集いの森
- 管理センター
- 中央広場
- ヤマザクラの森（山城展望台）

### 子供の森
- 冒険の森
- メルヘンの森
- ジャブジャブ川

### ピクニックの森
- 芝生広場
- 休憩所
- デイキャンプ場

### 昆虫の森
- 昆虫館（1,620㎡）
  - 蝶温室（パピヨンドーム）- 蝶の生態展示
  - 展示室 - 日本産及び外国産の昆虫の生態展示、模型、パネル等
  - 多目的ホール - 昆虫教室、ビデオ放映、特別企画展の開催等
- 昆虫好物植物園

### その他

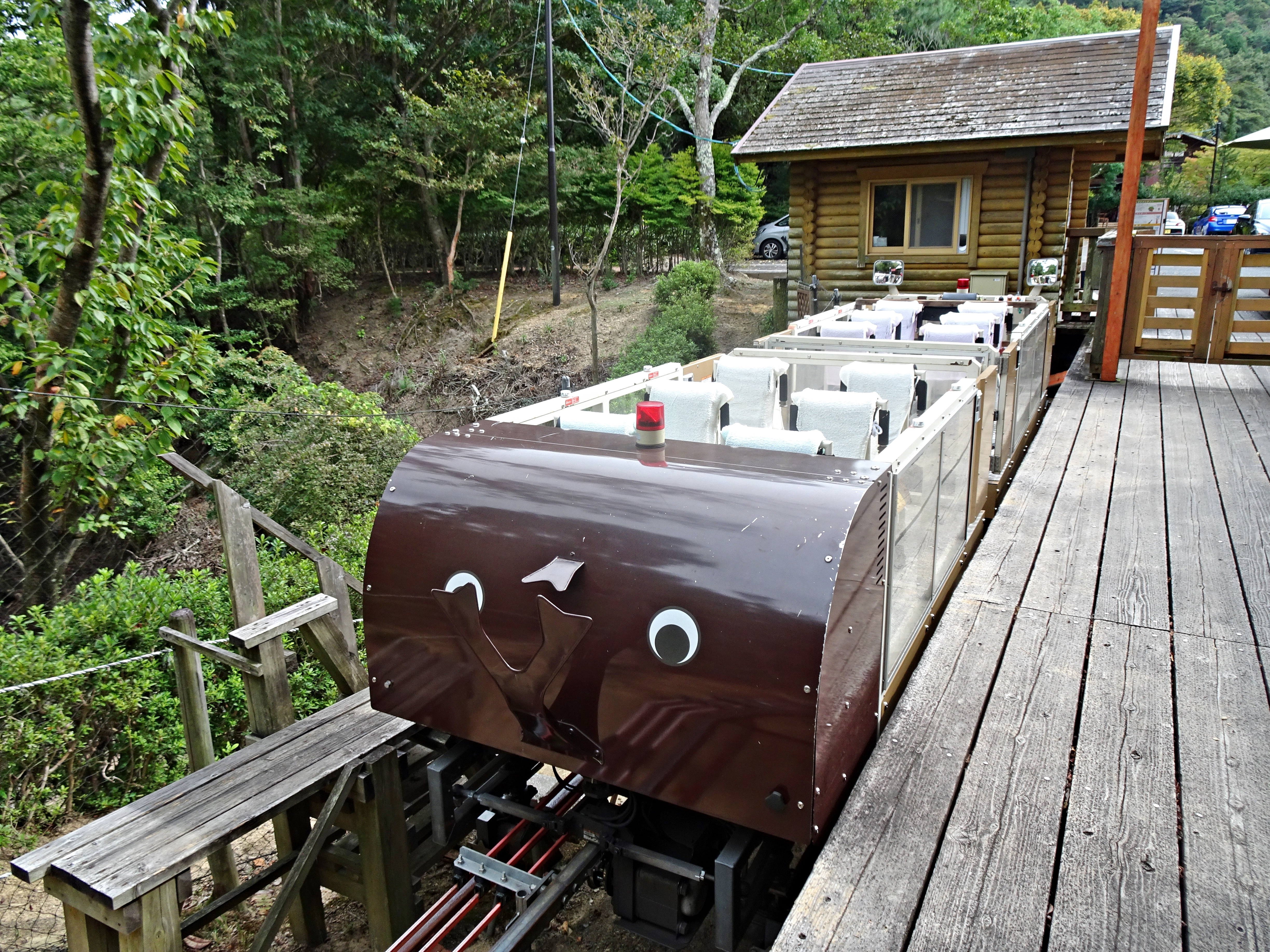
広島市森林公園モノレール

- モノレール（山城展望台アクセス）
- 森林・林業体験棟
- グラウンド・ゴルフ場
- ハイキングの森
- 野鳥の森
- 林業の森

### 遊具施設
- わんぱく橋（吊橋）
- ザイルクライミング
- すべり台

### 休憩所
- 床面積329㎡
- 収容人員150人

### 山城展望台
- 鷹ノ条山頂に、毛利元就時代の山城を再現した展望台

## アクセス
- 車 - 山陽自動車道広島東インターチェンジから約10分
- 公共交通機関 - 広島駅北口（新幹線口）前のバス停（28番のりば）から、広島バス「小河原車庫」行乗車約40分、「登石」下車、徒歩約60分（2.5km）、又はタクシー [4] [5]